# Kultursoziologie
Kultursoziologie bezeichnet eine spezielle Soziologie, die sich zahlreichen Phänomenen des Alltags, aber auch kulturellen Symbolen widmet und sich mit soziologischen Aspekten von Architektur, Bildenden Künsten, Literatur, Musik, Darstellenden Künsten, Sport, Gastronomie, Schulwesen, Gesundheitswesen, Landwirtschaft usw. beschäftigt. Andererseits kann „Kultursoziologie“ als Bezeichnung für eine allgemeinsoziologische Perspektive verwendet werden, welche die kulturelle Bedingtheit aller sozialen Erscheinungen hervorhebt und sich dadurch von szientistischen Gesellschaftskonzepten abhebt.

## Ansätze
Als Schlüsselbegriff wird Kultur verbunden als Bedingung und Form von sozialem Handeln, das eng mit anderen Aspekten sozialen Zusammenlebens verknüpft ist. Die Kultursoziologie thematisiert dann das Verhältnis von Kultur und Gesellschaft und damit zusammenhängende Phänomene, z. B. den Prozess der Enkulturation, d. h. der individuellen Aneignung von kulturellen Mustern einer Gesellschaft, in die man geboren ist. Werte in Form von Normen entscheiden dabei über Handeln und Denken. Kulturelle Werte sind in der Gesellschaft funktional integriert.
Demgegenüber bezeichnet der Begriff Akkulturation den Prozess der Aufnahme bislang kulturfremder Elemente durch Individuen oder Gesellschaften, ausgelöst seit dem Altertum durch Fernhandel oder Kriege, heute auffällig durch Migration, Entwicklungshilfe und vor allem durch den Prozess der Globalisierung. In diesem Kultur und Ethnizität identifizierenden Sinne wird culture auch z. B. in der nordamerikanischen Cultural Sociology gebraucht (vgl. Ethnosoziologie). Das betont die heute gelegentlich so genannte „Alltagskultur“ oder „Subkultur“.
Andere Perspektiven der Kultursoziologie versuchen demgegenüber im Sinne von Gesellschaftsdiagnosen die Besonderheiten moderner Kultur, etwa in Abgrenzung zu traditionellen oder bürgerlichen Kulturformen zu bestimmen. In der Kultursoziologie ist diesbezüglich umstritten, ob moderne Kultur wegen der im Zusammenhang von Massenmedien, Jugendkultur und Konsum zu beobachtenden Kulturformen eher (mit Betonung der Rezipientensicht) als „populäre Kultur“ bezeichnet werden sollte („Cultural Studies“), oder ob sie nicht auf Grund ihres umfassenden, alle Teilkulturen aufeinander beziehenden Charakters besser als „Massenkultur“ verstanden werden sollte. (Vgl. Masse (Soziologie).)

## Begriffsgeschichte
Begriffsgeschichtlich wurde das deutsche Wort „Kultur“ seit dem 18. Jahrhundert analog zu dem Begriff „civilisation“ (frz. und engl.) verwendet. Zu verweisen ist in diesem Zusammenhang auf Versuche am Anfang des 20. Jahrhunderts, aus diesen lange Zeit synonym verwendeten Begrifflichkeiten eine wesensmäßige Verschiedenheit deutscher „Kultur“ und französischer „Zivilisation“ abzuleiten (vgl. dazu Norbert Elias: Über den Prozeß der Zivilisation, Bd. 1). Im älteren Bildungsdeutsch meinte „Kultur“ im engeren Sinne auch das, was heute oft als „Hochkultur“ bezeichnet wird. Kultursoziologie umfasst dann auch Stoffe von z. B. der Kunst- oder Literatursoziologie, z. B. bei Georg Simmel (der aber immer auch 'Alltagsphänomene' im Blick hatte, etwa die Mode). Simmel nannte das eine „soziologische Ästhetik“.

## Fachvertreter
Vertreter der Kultursoziologie waren im deutschen Sprachraum z. B. Georg Simmel, Alfred Weber, Alfred von Martin, Friedrich Tenbruck, Dieter Claessens, Mohammed Rassem und Dietmar Kamper, heute (2018–2020) etwa Wolfgang Lipp, Justin Stagl, Johannes Weiß, Roland Girtler, Klaus Lichtblau, Karl-Siegbert Rehberg, Wolfgang Eßbach, Stephan Moebius, Andreas Reckwitz; international bedeutend ist der französische Soziologe Pierre Bourdieu.
In der Deutschen Gesellschaft für Soziologie (DGS) besteht eine agile Sektion „Kultursoziologie“ mit namhaften Soziologen, die sich pragmatisch davor hütet, die beiden angesprochenen „Kultur“-Begriffe säuberlich zu trennen. Der Gesellschaft für Kultursoziologie Leipzig e. V. gibt seit 1992 die deutschsprachige Fachzeitschrift Kultursoziologie heraus.
In der Österreichischen Gesellschaft für Soziologie (ÖGS) gibt es eine Sektion „Kulturtheorie und Kulturforschung“, die sich interdisziplinär mit Beiträgen zur Kultursoziologie der Moderne befasst und dabei Norbert Elias, Pierre Bourdieu, Clifford Geertz, Vilém Flusser und andere als Fokus sieht. Hier sind als österreichische Kultursoziologen auch zu nennen Gerhard Fröhlich, Helmut Kuzmics, Gerhard Mozetic, Ingo Mörth, Rudolf Richter, Alfred Smudits, Helmut Staubmann und Meinrad Ziegler.
In der Schweiz gibt es innerhalb der Schweizerischen Gesellschaft für Soziologie das analoge Forschungskomitee „Symbole, Bilder, Ideologien“ mit dem Kulturforscher Hans-Peter Meier-Dallach als langjährigem Sprecher.
In Dänemark hatte das Institut für Kultursoziologie an der Universität Kopenhagen ein eigenständiges Profil. Es war allgemeinsoziologisch unter Einschluss historischer, anthropologischer und sozialpsychologischer Dimensionen, war von der positivistischen Soziologie abgesetzt und stand eher der Kritischen Schule nahe. Das Institut wurde Anfang der 1960er Jahre durch den Rechtssoziologen Verner Goldschmidt gegründet und war der Philosophischen Fakultät zugeordnet. In den 1980er Jahren lehrte Henning Eichberg hier mit dem besonderen Schwerpunkt der Körperkulturforschung. Ende der 1980er Jahre wurde das Institut aus politischen Gründen durch den Bildungsminister niedergelegt. Die dänische Kultursoziologie überlebte jedoch als Spezialisierung innerhalb des neu errichteten Fachs Soziologie.